# Christian Coulson
Christian Peter Coulson (ur. 3 października 1978 w Manchesterze) – brytyjski aktor, reżyser, scenarzysta i fotograf, najlepiej znany z roli Toma Riddle’a w Harrym Potterze i Komnacie Tajemnic (2002).

## Wczesne lata
Urodził się w Manchesterze. Uczęszczał do Westminster School w Westminsterze, gdzie dostał stypendium. W latach 1990–1997 był członkiem Brytyjskiego Państwowego Teatru Młodzieży (National Youth Music Theatre). W 1998 w Bedford Modern School w Harpur w Bedford był autorem scenariusza, muzyki i reżyserem musicalu rockowego The Fallen. Studiował literaturę angielską w Clare College na Uniwersytecie Cambridge, który ukończył w 2000. Podczas studiów występował na scenie w roli mistrza ceremonii M.C. w musicalu Kabaret, Arturo Ui w przedstawieniu Kariera Artura Ui Bertolta Brechta i Claire w spektaklu Pokojówki Jeana Geneta.

## Kariera teatralna
W 2002 został obsadzony w tytułowej roli Romea Monteki w tragedii Williama Szekspira Romeo i Julia w McCarter Theatre w New Jersey i Liverpool Playhouse w Liverpoolu. Wkrótce trafił na sceny nowojorskiego Broadwayu i Off-Broadwayu. Od 2004 do marca 2006 występował jako Raleigh w sztuce R.C. Sherriffa Kres drogi (Journey’s End) w Comedy Theatre i New Ambassadors Theatre na West End w Londynie oraz Broadway Center w Nowym Jorku. W 2006 odbył trasę po Stanach Zjednoczonych w roli Christiana w spektaklu Festen. W 2007 zebrał dobre recenzję za rolę Osvalda w sztuce Henrika Ibsena Upiory w Gate Theatre w Londynie. 25 stycznia 2009 w Center Theatre Group i Deaf West Theatre opened Pippin przy Mark Taper Forum w Los Angeles premierę miał spektakl Pippin z jego udziałem.
W 2010 w The Lesbian and Gay Community Center w Nowym Jorku wystąpił w Veritas (25 maja), a w PS122 Theathre w Nowym Jorku zagrał ojca Stevena w Rumble Ghost (10 grudnia), będącym połączeniem psychoterapii grupowej i dreszczowca Duch. Od 19 czerwca do 6 sierpnia 2011 w Berkshire Theatre Group w Stockbridge występował jako Steve w duodramie Dutch Masters. Od 13 marca do 1 kwietnia 2012 w McCarter Theatre w New Jersey grał Tristana Tzarę w sztuce Toma Stopparda Trawestacja. Od 20 sierpnia 2012 do 1 sierpnia 2013 w Berkshire Theatre Group w Stockbridge i Colonial Theatre w Pittsfield można go było oglądać w przedstawieniu Swan!!!, a 16 października 2012 w Bank Street Theatre i Cherry Lane Studio Theater w Nowym Jorku w produkcji The Click of The Lock u boku Randy’ego Harrisona. Od 23 maja do 14 lipca 2013 w The Mint Theater w Nowym Jorku grał Franka w inscenizacji Zdjęcie jesieni (A Picture of Autumn). Był asystentem reżysera przedstawień off-broadwayowskich – Efekt (2016) w Barrow Street Theatre i Dying City (2019) w Second Stage Theatre.
W 2015 na scenie Cherry Lane Theatre w Everything You Touch wystąpił w roli Victora, autodestrukcyjnego projektanta mody. W 2016 tragedii jakobińskiej Thomasa Middletona i Williama Rowleya Wyzwanie (The Changeling) w Lucille Lortel Theatre pojawił się jako Alsemero, szlachcic, zalotnik Beatrice. W 2018 na DeSales University, podczas Festiwalu Szekspirowskiego w Pensylwanii, wystąpił jako Lord Wessex w widowisku Zakochany Szekspir oraz jako król Ryszard w spektaklu Ryszard II.

## Role ekranowe
Związał się z agencjami – skierowaną do fanów – nowojorską The Katz Company (Talent Management Company) i Yakety Yak (Talent Agency) w Londynie. Debiutował na małym ekranie w serialu BBC One Miłość w zimnym klimacie (Love in a Cold Climate, 2001) z Rosamund Pike i Alanem Batesem oraz serii ITV Kolegium Weirdsister. Przygód niefortunnej czarownicy ciąg dalszy (2001). W 2002 dostał rolę Toma Riddle’a w filmie Harry Potter i Komnata Tajemnic, mimo że miał 24 lata, a poszukiwano 15-17-latków. Brał udział w castingu do Harry’ego Pottera i Księcia Półkrwi (2009), jednak nie został zaangażowany; reżyser David Yates w programie MTV wytłumaczył to wiekiem, bo mając niemal 30 lat, nie mógł grać roli nastolatka.

## Fotografia
W 2010 zamieszkał w Nowym Jorku i podjął pracę jako fotograf, a zdjęcia jego autorstwa publikowane były m.in. przez takie magazyny jak „Elle”, „Time Out New York” i „The New York Times”. Prowadzi stronę internetową poświęconą fotografii na Instagramie i Twitterze.

## Filmografia
- 2002: Cena honoru (The Four Feathers) jako Drummer Boy
- 2002: Harry Potter i Komnata Tajemnic (Harry Potter and the Chamber of Secrets) jako młody Tom Marvolo Riddle
- 2002: Godziny jako Ralph Partridge
- 2003: Hornblower: Loyalty (TV) jako Kadet Hammond
- 2003: The Making of „Charles II” jako on sam
- 2005: Take me Back jako Charlie
- 2005: Marple: A Murder Is Announced jako Edmund Swettenham
- 2012: Leaving Circadia jako Colin
- 2012: Gayby jako Aoron
- 2012: I Am Nasrine jako Tommy
- 2012: Amateurs jako Evan
- 2012: Harry Potter i Insygnia Śmierci: Część II jako młody Tom Marvolo Riddle (materiały archiwalne, sceny usunięte)
- 2013: Love Is Strange jako Ian
- 2014: Those Who Wonder jako Spencer
- 2014: Know Thyself jako młody mężczyzna
- 2015: Peter and John jako Peter Roland

## Seriale
- 2001: Love in a Cold Climate (serial telewizyjny) jako Matt
- 2002: Weirdsister College jako Ben Stemson
- 2002: Saga rodu Forsyte’ów jako Jolly Forsyte
- 2003: Charles II: The Power and The Passion jako James, książę Monmouth
- 2003: The Genius of Beethoven jako Arcyksiążę Rudolf
- 2003: Beethoven jako Arcyksiążę Rudolf

## Seriale (gościnnie)
- 2003: Mała Brytania jako Joe
- 2006: Brief Encounters jako Adam
- 2007: Last Night jako Nick
- 2009: The Battery’s Down: Losing My Mind jako Raoul
- 2010: Plotkara jako Ivan
- 2010: Jeffery & Cole Casserole
- 2011: Wiener & Wiener jako Garry
- 2011: Żona idealna jako Andre Bergson
- 2013: Siostra Jackie jako pan Farrell

## Audio Dramy
- 2007: Doctor Who: The Bride of Peladon jako Pelleas
- 2008: Doctor Who: The Haunting of Thomas Brewster jako Robert McIntosh